# 电子连接器

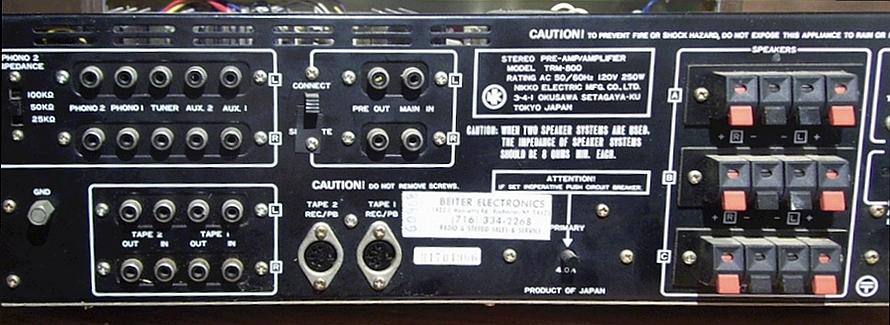
Nikko TRM-800音频放大器后部

电子连接器（英文:Electrical connector, 也常被稱為電路連接器，电连接器）
，是连接电路的一种导体。此零件可作為同電路系統中不同元件間連接的端點，或者為不同的電路系統、設備間提供電力與數據的連接。它广泛地应用于各种电气线路中，起着连接或断开电路的作用，因形式稱呼公母一對（常見形式中移動端多為公頭、而固定端多為母座）。这种连接可能是暂时并方便随时插拔的，也可能是电气设备或导线之间永久的结点。
硬體介面為電腦等的資訊機器的硬體之間通信時的物理連接器形狀、傳送接收信號的方法（協定）等等的規格。主要可分為並列連結的和位元序列連結的。序列連結者相比起並列連結者，多得多使用同一電線作為信號控制線和電源供應線。個人電腦領域，因並列連結向更高傳輸速度的發展遇到瓶項，而在向各介面的序列連結方式遷移（參看匯流排）。

## 硬體介面
- 泛用可熱插拔（可以在機器電源開著時插拔）者
  - 串口
    - USB
    - IEEE 1394
    - ExpressCard
    - Thunderbolt
- 一般不可熱插拔的普及介面，但有支持热插拔的实用产品。
  - 並列
    - SCSI
    - IDE
    - PCI

  - 序列
    - PCI Express
    - Serial ATA
    - Serial Attached SCSI
- 通常认为曾經泛用的遺產裝置（舊世代的介面）。不包括PC卡中可熱插拔的那些。
  - 並列
    - ISA
    - 並列埠（IEEE 1284 、 Centronics 規格兼容）
    - PC卡

  - 序列
    - PS/2
    - RS-232
- 非泛用、用途受限者
  - 序列
    - MIDI - 電子樂器的控制

  - 並列
    - GP-IB - 測量儀器的控制

  - 其他
    - 電源插座